# Kanonenserenade
Kanonenserenade (Originaltitel Pezzo, capopezzo e capitano) ist ein italienisch-deutsches Filmdrama des Regisseurs Wolfgang Staudte  aus dem Jahr 1958. Das Drehbuch stammt von Ennio De Concini, Duccio Tessari und dem Regisseur. Die Hauptrollen spielen Vittorio De Sica, Folco Lulli und Ingmar Zeisberg. In der Bundesrepublik Deutschland kam der Streifen, der auch in der Schreibweise Kanonen-Serenade geführt wird, am 30. Juli 1958 in die Kinos.

## Handlung
Ernesto de Rossi ist Kapitän des kleinen, schon etwas in die Jahre gekommenen Küstendampfers „Agostino Bertani“. Mit ihm fährt er dreimal in der Woche von Genua nach Livorno und zurück. Seine Fracht besteht fast nur aus Obst und Gemüse. Daran ändert sich auch nichts, als 1939 der Zweite Weltkrieg ausbricht. Weil de Rossi vor einigen Jahren einmal Schiffbruch erlitten hat, überlässt er das Kommando – solange die „Agostino Bertani“ auf See ist – seinem Steuermann Sciaccabratta. Er selbst zieht es vor, mit dem Zug von Hafen zu Hafen zu fahren. Die anderen Besatzungsmitglieder sind Franco, Alberto und der Heizer Carlo.
Damit sich der Frachter im Falle eines feindlichen Angriffs verteidigen kann, wird er mit einer kleinen Bordkanone bestückt. Als Experte wird ein deutscher Marine-Unteroffizier an Bord gesandt, um dem Kapitän mit Rat und Tat beiseite zu stehen. Hans, so sein Name, hat sich freiwillig für diesen Dienst gemeldet, weil er den Krieg hasst und meint, hier eine angenehme Zeit verbringen zu können. Für de Rossi aber hat dessen Anwesenheit die Konsequenz, jetzt immer auf dem Schiff bleiben zu müssen.
Eines Tages taucht vor der „Agostino Bertani“ ein englisches U-Boot auf, verschwindet aber bald wieder. De Rossi glaubt, der Anblick seiner Bordkanone habe den Feind in die Flucht geschlagen. Als er dies der Küstenwache meldet, zeigt die sich erstaunt, hat man doch in dieser Gegend noch nie ein U-Boot gesichtet. De Rossi wird als Held gefeiert. Dieser Umstand ändert sein Wesen vollkommen. War er zuvor noch ein bescheidener, friedliebender Kapitän, ist er nun zum „Kommandanten“ mutiert! Die nächste „Feindberührung“ lässt nicht lange auf sich warten. Doch auch diesmal fällt kein Schuss, weil ein Teil der Schiffsbesatzung betrunken ist und ein anderer Teil sich darüber streitet, wer denn nun die Kanone bedienen darf.
Leidtragende von de Rossis Kriegsabenteuer sind die Gemüsehändler von Livorno und Genua, weil nun die neue Ware nur noch mit großer Verspätung eintrifft und größtenteils verfault ist. Als Folge kündigen sie die Verträge mit ihrem Lieferanten. Weil der aber jetzt nicht mehr seine Besatzung entlohnen kann, gibt Sciaccabratta den Dienst bei ihm auf. Die anderen halten weiterhin zu ihrem Kapitän und fahren mit ihm neuen Abenteuern entgegen. Die alten Kessel des Dampfers sind der größeren Belastung jedoch nicht gewachsen. Sie platzen und lassen das Schiff sinken. Gerade noch rechtzeitig kommt Sciaccabratta mit einem Ruderboot vorbei und liest die Schiffbrüchigen auf.

## Produktionsnotizen
Als Ateliers dienten das Titanus-Studio Rom, Cinecittà Rom und das Behelfsatelier Camogli. Die Dreharbeiten dauerten von April bis Mai 1958. Die Außenaufnahmen entstanden in der italienischen Provinz Ligurien, hauptsächlich in den Städten Camogli und Genua. Für die Aufnahmen im Mittelmeer hatte die 6. US-Flotte ihren Zerstörer „Gainard“ DD 706 zur Verfügung gestellt. Die Musik von Angelo Francesco Lavagnino und Alexandre Derevitsky interpretierte das Orchester „Cine Fonica Rom“. Für die Filmbauten war Franco Lolli verantwortlich. Kapitänleutnant a. D. Rudolf Bosselmann beriet die Crew in allen Fragen, die mit der Marine zu tun hatten. Die Uraufführung erfolgte am 30. Juli 1958 im Ufa-Palast Hamburg.

## Kritik
„Burleske Satire auf den Hurrapatriotismus italienischer Prägung. Es ist das Verdienst des Regisseurs Staudte und seines Hauptdarstellers De Sica, daß das «Spiel mit dem Krieg» nicht peinlich und der ganze Film ziemlich ergötzlich geriet.“

„Prädikat «Wertvoll»“

## Quelle
- Programm zum Film aus dem Verlag Das Neue Filmprogramm, Mannheim, Nr. 3978